# Mochlus brevicaudis
Mochlus brevicaudis är en ödleart som beskrevs av  Allen E. Greer GRANDISON och BARBAULT 1985. Mochlus brevicaudis ingår i släktet Mochlus och familjen skinkar. Inga underarter finns listade i Catalogue of Life.
Denna ödla förekommer med flera från varandra skilda populationer i västra Afrika. Den hittas i Guinea, Sierra Leone, Elfenbenskusten, Ghana och Togo. Arten lever i låglandet och i kulliga regioner upp till 800 meter över havet. Mochlus brevicaudis vistas i fuktiga savanner. Den gömmer sig ofta i lövskiktet, i döda träd eller i översta jordlagret. Födan utgörs av insekter och spindeldjur.
För beståndet är inga hot kända. Hela populationen bedöms som stor. IUCN listar arten som livskraftig (LC).